# Дін Рейнольдс
Ді́н Ре́йнольдс (англ. Dean Reynolds, нар. 11 січня 1963 року в Грімсбі, Англія) - англійський професіональний гравець у снукер.

## Кар'єра
Рейнольдс став професіоналом після перемог у національному чемпіонаті серед гравців до 19 років і турнірі Junior Pot Black. 
На першому для себе чемпіонаті світу Дін дійшов до 1 / 8 фіналу. Вперше до Топ-16 англієць потрапив в сезоні 1987/88, зайнявши 15-е місце. Двічі Рейнолдс досягав фіналів рейтингових змагань - у 1989-м на Гран-прі та British Open, але обидва рази програвав - Тоні Мео та Стіву Девісу відповідно. Найкращий результат Рейнольдса на світовій першості - чвертьфінал турніру 1989. Дін має одну перемогу на професійному, але нерейтинговий турнірі - English Professional Championship в 1988-му. Тоді у фінальному матчі він виграв у Ніла Фолдса. 
Дін Рейнольдс є одним з небагатьох снукеристів, кому вдавалося зробити тотал-кліренс із вільною кулею (брейк у 143 очки на командному чемпіонаті Європи 2006 року). Варто також відзначити, що він грає лівою рукою. 

## Досягнення в кар'єрі
- British Open фіналіст - 1989
- Гран-прі фіналіст - 1989
- English Professional Championship переможець - 1988
- Чемпіонат світу чвертьфінал - 1989